# 1. FC Poruba
1. FC Poruba je český fotbalový klub z ostravské části Poruba. Klub vznikl v roce 1945, tehdy jako SK Poruba.

## Historie
Historie klubu porubského fotbalu je poměrně složitá, neboť v průběhu posledních let se klub několikrát slučoval s okolními týmy, a tak najít přímou linii je poněkud obtížné. Nicméně přímá kontinuita lze dopátrat až do první poloviny dvacátého století a to k Fotbalu Poruba.
Ze změn názvů a fúzí v nedávné historii bylo nejvýznamnější sloučení Fotbalu Poruba s klubem FK Opava 2004 a následně konečné sloučení s FC Vítkovice 1919 do MFK Vítkovice a opětovné rozdělení v roce 2020.

### Fotbal Poruba
Fotbal Poruba je slezský fotbalový klub založený roku 1945. V roce 2010 vystoupil z Tělovýchovné jednoty VOKD Poruba a dále pak působil pod názvem Fotbal Poruba. Po osamostatnění se však dostal do finanční krize a odhlásil se z divizní soutěže. Poruba se tímto krokem ekonomicky stabilizovala a přihlásila se do nejnižší soutěže.

### Fotbal Poruba 2011
Souběžně s vytvářením nového mužského týmu však proběhla fúze s FK Opava 2004, který změnil svůj název na Fotbal Poruba 2011 a díky tomu porubský fotbal získal druhý mužský tým, a to ve vyšší soutěži (krajský přebor). Následně tedy Poruba hrála s dvěma týmy s rozdílnými názvy, a to: Fotbal Poruba 2011 (bývalý FK Opava 2004) a Fotbal Poruba (znovu založený mužský tým).
Další reorganizace přišla se sloučením s týmem FC Vítkovice 1919, kdy se spojily mužské týmu FC Vítkovice 1919 a Fotbalu Poruba do celku MFK Vítkovice „B“. Zároveň došlo k přejmenování Fotbalu Poruba 2011 na MFK Vítkovice „A“.

### 1.FC Poruba
Založen v roce 2017. Aktuálně (2024) nastupuje v MěS muži Ostrava.

#### Úspěchy:
- 2023/2024 mistr MěS muži Ostrava

## Historické názvy
- 1945 – SK Poruba (Sportovní klub Poruba)
- 195? – Sokol Poruba
- 195? – Tatran Poruba
- 196? – Dynamo Poruba
- 197? – TJ Poruba (Tělovýchovná jednota Poruba)
- 1980 – TJ VOKD Poruba (Tělovýchovná jednota Výstavba ostravsko-karvinských dolů Poruba)
- 2010 – Fotbal Poruba
- 2011 – Fotbal Poruba 2011 – sloučení s FK Opava 2004
- 2012 – fúze s FC Vítkovice 1919 ⇒ MFK Vítkovice (Městský fotbalový klub Vítkovice)
- 2020 – rozdělení klubu na Fotbal Poruba z.s., který se následně přejmenoval na Akademie MFK Vítkovice z.s. a FC Vítkovice 1919 z.s., který se následně sloučil s 1. FC Poruba

## Umístění v jednotlivých sezonách
Legenda: Z - zápasy, V - výhry, R - remízy, P - porážky, VG - vstřelené góly, OG - obdržené góly, +/- - rozdíl skóre, B - body, červené podbarvení - sestup, zelené podbarvení - postup, fialové podbarvení - reorganizace, změna skupiny či soutěže
| Československo (1968 – 1993)                  |                                            |        |                                                                        |                                                                        |                                                                        |                                                                        |                                                                        |                                                                        |                                                                        |                                                                        |                                                                        |
| Sezóny                                        | Liga                                       | Úroveň | Z                                                                      | V                                                                      | R                                                                      | P                                                                      | VG                                                                     | OG                                                                     | +/-                                                                    | B                                                                      | Pozice                                                                 |
| 1968/69                                       | Severomoravský oblastní přebor             | 4      | 26                                                                     | 17                                                                     | 5                                                                      | 4                                                                      | 60                                                                     | 30                                                                     | +30                                                                    | 39                                                                     | 1.                                                                     |
| 1969/70                                       | Divize D                                   | 4      | 30                                                                     | 20                                                                     | 5                                                                      | 5                                                                      | 61                                                                     | 38                                                                     | +23                                                                    | 45                                                                     | 1.                                                                     |
| 1970/71                                       | 3. liga – sk. B                            | 3      | 30                                                                     | 12                                                                     | 8                                                                      | 10                                                                     | 51                                                                     | 32                                                                     | +19                                                                    | 32                                                                     | 6.                                                                     |
| 1971/72                                       | 3. liga – sk. B                            | 3      | 30                                                                     | 11                                                                     | 6                                                                      | 13                                                                     | 51                                                                     | 52                                                                     | -1                                                                     | 28                                                                     | 11.                                                                    |
| 1972/73                                       | 3. liga – sk. B                            | 3      | 30                                                                     | 9                                                                      | 8                                                                      | 13                                                                     | 34                                                                     | 46                                                                     | -12                                                                    | 26                                                                     | 14.                                                                    |
| 1973/74                                       | Divize D                                   | 4      | 30                                                                     | 12                                                                     | 6                                                                      | 12                                                                     | 41                                                                     | 42                                                                     | -1                                                                     | 30                                                                     | 7.                                                                     |
| 1974/75                                       | Divize D                                   | 4      | 30                                                                     | 11                                                                     | 10                                                                     | 9                                                                      | 47                                                                     | 40                                                                     | +7                                                                     | 32                                                                     | 6.                                                                     |
| 1975/76                                       | Divize D                                   | 4      | 30                                                                     | 11                                                                     | 7                                                                      | 12                                                                     | 45                                                                     | 42                                                                     | +3                                                                     | 29                                                                     | 9.                                                                     |
| 1976/77                                       | Divize D                                   | 4      | 30                                                                     | 10                                                                     | 9                                                                      | 11                                                                     | 46                                                                     | 47                                                                     | -1                                                                     | 29                                                                     | 7.                                                                     |
| 1977/78                                       | ČNFL – sk. B                               | 2      | 30                                                                     | 10                                                                     | 8                                                                      | 12                                                                     | 36                                                                     | 39                                                                     | -3                                                                     | 28                                                                     | 12.                                                                    |
| 1978/79                                       | ČNFL – sk. B                               | 2      | 30                                                                     | 11                                                                     | 8                                                                      | 11                                                                     | 27                                                                     | 27                                                                     | 0                                                                      | 30                                                                     | 5.                                                                     |
| 1979/80                                       | ČNFL – sk. B                               | 2      | 30                                                                     | 10                                                                     | 10                                                                     | 10                                                                     | 33                                                                     | 29                                                                     | +4                                                                     | 30                                                                     | 6.                                                                     |
| 1980/81                                       | ČNFL – sk. B                               | 2      | 30                                                                     | 16                                                                     | 7                                                                      | 7                                                                      | 43                                                                     | 25                                                                     | +18                                                                    | 39                                                                     | 3.                                                                     |
| 1981/82                                       | 1. ČNFL                                    | 2      | 30                                                                     | 11                                                                     | 8                                                                      | 11                                                                     | 35                                                                     | 41                                                                     | -6                                                                     | 30                                                                     | 7.                                                                     |
| 1982/83                                       | 1. ČNFL                                    | 2      | 30                                                                     | 14                                                                     | 3                                                                      | 13                                                                     | 44                                                                     | 39                                                                     | +5                                                                     | 31                                                                     | 6.                                                                     |
| 1983/84                                       | 1. ČNFL                                    | 2      | 30                                                                     | 10                                                                     | 7                                                                      | 13                                                                     | 43                                                                     | 57                                                                     | -14                                                                    | 27                                                                     | 12.                                                                    |
| 1984/85                                       | 1. ČNFL                                    | 2      | 30                                                                     | 7                                                                      | 8                                                                      | 15                                                                     | 19                                                                     | 36                                                                     | -17                                                                    | 22                                                                     | 14.                                                                    |
| 1985/86                                       | 1. ČNFL                                    | 2      | 30                                                                     | 11                                                                     | 10                                                                     | 9                                                                      | 31                                                                     | 32                                                                     | -1                                                                     | 32                                                                     | 9.                                                                     |
| 1986/87                                       | 1. ČNFL                                    | 2      | 30                                                                     | 10                                                                     | 7                                                                      | 13                                                                     | 30                                                                     | 37                                                                     | -7                                                                     | 27                                                                     | 14.                                                                    |
| 1987/88                                       | 2. ČNFL – sk. B                            | 3      | Klub byl ze soutěže vyloučen v průběhu sezóny, výsledky byly anulovány | Klub byl ze soutěže vyloučen v průběhu sezóny, výsledky byly anulovány | Klub byl ze soutěže vyloučen v průběhu sezóny, výsledky byly anulovány | Klub byl ze soutěže vyloučen v průběhu sezóny, výsledky byly anulovány | Klub byl ze soutěže vyloučen v průběhu sezóny, výsledky byly anulovány | Klub byl ze soutěže vyloučen v průběhu sezóny, výsledky byly anulovány | Klub byl ze soutěže vyloučen v průběhu sezóny, výsledky byly anulovány | Klub byl ze soutěže vyloučen v průběhu sezóny, výsledky byly anulovány | Klub byl ze soutěže vyloučen v průběhu sezóny, výsledky byly anulovány |
| 1988/89                                       | Divize D                                   | 4      | 30                                                                     | 8                                                                      | 7                                                                      | 15                                                                     | 35                                                                     | 62                                                                     | -27                                                                    | 22                                                                     | 15.                                                                    |
| 1989/90                                       | Severomoravský krajský přebor              | 5      | 30                                                                     | ...                                                                    | ...                                                                    | ...                                                                    | ...                                                                    | ...                                                                    | ...                                                                    |                                                                        |                                                                        |
| 1990/91                                       | Severomoravský krajský přebor              | 5      | 30                                                                     | ...                                                                    | ...                                                                    | ...                                                                    | ...                                                                    | ...                                                                    | ...                                                                    |                                                                        |                                                                        |
| 1991/92                                       | Slezský župní přebor                       | 5      | 30                                                                     | ...                                                                    | ...                                                                    | ...                                                                    | ...                                                                    | ...                                                                    | ...                                                                    |                                                                        |                                                                        |
| 1992/93                                       | Slezský župní přebor                       | 5      | 30                                                                     | ...                                                                    | ...                                                                    | ...                                                                    | ...                                                                    | ...                                                                    | ...                                                                    |                                                                        |                                                                        |
| Česko (1993 – 2011)                           |                                            |        |                                                                        |                                                                        |                                                                        |                                                                        |                                                                        |                                                                        |                                                                        |                                                                        |                                                                        |
| Sezóna                                        | Liga                                       | Úroveň | Z                                                                      | V                                                                      | R                                                                      | P                                                                      | VG                                                                     | OG                                                                     | +/-                                                                    | B                                                                      | Pozice                                                                 |
| 1993/94                                       | Slezský župní přebor                       | 5      | 30                                                                     | 12                                                                     | 11                                                                     | 7                                                                      | 60                                                                     | 42                                                                     | +18                                                                    | 35                                                                     | 4.                                                                     |
| 1994/95                                       | Slezský župní přebor                       | 5      | 30                                                                     | 17                                                                     | 8                                                                      | 5                                                                      | 54                                                                     | 24                                                                     | +30                                                                    | 59                                                                     | 4.                                                                     |
| 1995/96                                       | Slezský župní přebor                       | 5      | 30                                                                     | 17                                                                     | 8                                                                      | 5                                                                      | 51                                                                     | 17                                                                     | +34                                                                    | 59                                                                     | 3.                                                                     |
| 1996/97                                       | Slezský župní přebor                       | 5      | 30                                                                     | 20                                                                     | 4                                                                      | 6                                                                      | 65                                                                     | 32                                                                     | +33                                                                    | 64                                                                     | 2.                                                                     |
| 1997/98                                       | Slezský župní přebor                       | 5      | 30                                                                     | 16                                                                     | 8                                                                      | 6                                                                      | 54                                                                     | 28                                                                     | +26                                                                    | 56                                                                     | 3.                                                                     |
| 1998/99                                       | Slezský župní přebor                       | 5      | 30                                                                     | 11                                                                     | 10                                                                     | 9                                                                      | 34                                                                     | 35                                                                     | -1                                                                     | 43                                                                     | 7.                                                                     |
| 1999/00                                       | Slezský župní přebor                       | 5      | 30                                                                     | 18                                                                     | 7                                                                      | 5                                                                      | 64                                                                     | 39                                                                     | +25                                                                    | 61                                                                     | 3.                                                                     |
| 2000/01                                       | Slezský župní přebor                       | 5      | 30                                                                     | 17                                                                     | 10                                                                     | 3                                                                      | 55                                                                     | 24                                                                     | +31                                                                    | 61                                                                     | 3.                                                                     |
| 2001/02                                       | Slezský župní přebor                       | 5      | 30                                                                     | 9                                                                      | 11                                                                     | 10                                                                     | 38                                                                     | 39                                                                     | -1                                                                     | 38                                                                     | 10.                                                                    |
| 2002/03                                       | Přebor Moravskoslezského kraje             | 5      | 30                                                                     | 11                                                                     | 4                                                                      | 15                                                                     | 38                                                                     | 36                                                                     | +2                                                                     | 37                                                                     | 10.                                                                    |
| 2003/04                                       | Přebor Moravskoslezského kraje             | 5      | 30                                                                     | 6                                                                      | 7                                                                      | 17                                                                     | 37                                                                     | 69                                                                     | -32                                                                    | 25                                                                     | 15.                                                                    |
| 2004/05                                       | I. A třída Moravskoslezského kraje – sk. A | 6      | 26                                                                     | 8                                                                      | 8                                                                      | 10                                                                     | 37                                                                     | 52                                                                     | -15                                                                    | 32                                                                     | 11.                                                                    |
| 2005/06                                       | I. A třída Moravskoslezského kraje – sk. A | 6      | 26                                                                     | 15                                                                     | 6                                                                      | 5                                                                      | 52                                                                     | 30                                                                     | +22                                                                    | 51                                                                     | 1.                                                                     |
| 2006/07                                       | Přebor Moravskoslezského kraje             | 5      | 30                                                                     | 13                                                                     | 8                                                                      | 9                                                                      | 55                                                                     | 55                                                                     | 0                                                                      | 47                                                                     | 4.                                                                     |
| 2007/08                                       | Přebor Moravskoslezského kraje             | 5      | 30                                                                     | 19                                                                     | 8                                                                      | 3                                                                      | 84                                                                     | 27                                                                     | +57                                                                    | 65                                                                     | 1.                                                                     |
| 2008/09                                       | Divize E                                   | 4      | 30                                                                     | 11                                                                     | 8                                                                      | 11                                                                     | 44                                                                     | 46                                                                     | -2                                                                     | 41                                                                     | 8.                                                                     |
| 2009/10                                       | Divize E                                   | 4      | 30                                                                     | 11                                                                     | 7                                                                      | 12                                                                     | 48                                                                     | 60                                                                     | -12                                                                    | 40                                                                     | 10.                                                                    |
| 2010/11                                       | Divize E                                   | 4      | Klub se odhlásil před začátkem soutěže                                 | Klub se odhlásil před začátkem soutěže                                 | Klub se odhlásil před začátkem soutěže                                 | Klub se odhlásil před začátkem soutěže                                 | Klub se odhlásil před začátkem soutěže                                 | Klub se odhlásil před začátkem soutěže                                 | Klub se odhlásil před začátkem soutěže                                 | Klub se odhlásil před začátkem soutěže                                 | –.                                                                     |
| 2011/12                                       | Přebor Moravskoslezského kraje             | 5      | 30                                                                     | 9                                                                      | 8                                                                      | 13                                                                     | 39                                                                     | 49                                                                     | −10                                                                    | 35                                                                     | 11.                                                                    |
| V letech 2012 až 2024 byl klub bez A-mužstva. |                                            |        |                                                                        |                                                                        |                                                                        |                                                                        |                                                                        |                                                                        |                                                                        |                                                                        |                                                                        |
| 2023/24                                       | Městská soutěž                             | 9      | 24                                                                     | 24                                                                     | 0                                                                      | 0                                                                      | 114                                                                    | 41                                                                     | 73                                                                     | 72                                                                     | 1.                                                                     |
| 2024/25                                       | Městský přebor                             | 8      | 27                                                                     | 19                                                                     | 4                                                                      | 4                                                                      | 201                                                                    | 26                                                                     | 175                                                                    | 63                                                                     | 2.                                                                     |

Poznámky:
- 1969/70: Před sezonou proběhla reorganizace soutěží.
- 1976/77: Po sezoně proběhla reorganizace nižších soutěží, informace o mimořádném postupu Poruby jsou zde.

## TJ VOKD Poruba „B“
TJ VOKD Poruba „B“ byl rezervní tým Poruby. Největšího úspěchu dosáhl klub v sezóně 1977/78, kdy se v Divizi D (3. nejvyšší soutěž) umístil na 13. místě.

### Umístění v jednotlivých sezonách
Legenda: Z - zápasy, V - výhry, R - remízy, P - porážky, VG - vstřelené góly, OG - obdržené góly, +/- - rozdíl skóre, B - body, červené podbarvení - sestup, zelené podbarvení - postup, fialové podbarvení - reorganizace, změna skupiny či soutěže
| Československo (1977 – 1979) |          |        |    |   |    |    |    |    |     |    |        |
| Sezóny                       | Liga     | Úroveň | Z  | V | R  | P  | VG | OG | +/- | B  | Pozice |
| 1977/78                      | Divize D | 3      | 30 | 6 | 13 | 11 | 28 | 35 | -7  | 25 | 13.    |
| 1978/79                      | Divize D | 3      | 30 | 8 | 6  | 16 | 27 | 47 | -20 | 22 | 15.    |